# Passion douce
Passion douce ist der ins Deutsche übernommene französische Ausdruck für jene Schule der Empfindsamkeit, die die Anteilnahme und das Mitfühlen am Glück oder auch am Unglück der anderen in den Mittelpunkt des Fühlens und Wollens einer moralischen Person stellt. Dabei stellt diese Person eigene Aspirationen hintenan und strebt danach, beobachtend und unterstützend im Hintergrund zu bleiben.
Die Passion douce wurde zuerst im 18. Jahrhundert von Abbé Prévost in dem Roman Manon Lescaut modellhaft durch die Figur des Geliebten Manons eingeführt.
Ein Vertreter der Passion douce in seinen Filmwerken als auch im Leben der jüngeren Vergangenheit ist Claude Sautet. Mitunter war Sautet selbst zu Tränen gerührt, wenn er am Filmset die jeweilige Szene den Schauspielern vorspielte. Seine berüchtigten Wutausbrüche am Drehort waren ein Mittel, diese unzeitgemäße Empfindsamkeit zu beschützen.